# Reprezentacja Cypru w piłce siatkowej kobiet
Reprezentacja Cypru w piłce siatkowej kobiet – narodowa reprezentacja tego kraju, reprezentująca go na arenie międzynarodowej.

## Osiągnięcia

### Igrzyska małych państw Europy
- 1. miejsce – 1989, 1991, 1995, 1997, 2003, 2007, 2009
- 2. miejsce – 1999, 2001, 2005, 2011

### Mistrzostwa Europy Małych Państw
- 1. miejsce – 2000, 2004, 2009, 2011
- 2. miejsce – 2002
- 3. miejsce – 2007

## Udział i miejsca w imprezach

### Mistrzostwa Europy
Drużyna jeszcze nigdy nie wystąpiła na Mistrzostwach Europy.

### Igrzyska małych państw Europy
| Rok  | Kraj          | Miejsce    |
| ---- | ------------- | ---------- |
| 1989 | Cypr          | 1. miejsce |
| 1991 | Andora        | 1. miejsce |
| 1993 | Malta         | ?          |
| 1995 | Luksemburg    | 1. miejsce |
| 1997 | Islandia      | 1. miejsce |
| 1999 | Liechtenstein | 2. miejsce |
| 2001 | San Marino    | 2. miejsce |
| 2003 | Malta         | 1. miejsce |
| 2005 | Andora        | 2. miejsce |
| 2007 | Monako        | 1. miejsce |
| 2009 | Cypr          | 1. miejsce |
| 2011 | Liechtenstein | 2. miejsce |
| 2013 | Luksemburg    | ?          |

### Mistrzostwa Europy Małych Państw
| Rok  | Kraj          | Miejsce    |
| ---- | ------------- | ---------- |
| 2000 | Malta         | 1. miejsce |
| 2002 | Luksemburg    | 2. miejsce |
| 2004 | Liechtenstein | 1. miejsce |
| 2007 | Szkocja       | 3. miejsce |
| 2009 | Liechtenstein | 1. miejsce |
| 2011 | Luksemburg    | 1. miejsce |